# 위앞엉덩뼈가시
위앞엉덩뼈가시(anterior superior iliac spine, ASIS) 또는 상전장골극(上前腸骨棘)은 엉덩뼈에 앞쪽으로 튀어나와 있는 구조로, 표면해부학에서 중요한 랜드마크 역할을 한다. 엉덩뼈능선의 앞쪽 끝에 위치하며, 고샅인대와 넙다리빗근이 위앞엉덩뼈가시에 붙는다. 넙다리근막긴장근도 위앞엉덩뼈가시의 가쪽 측면(엉덩뼈결절에서는 5cm가량 떨어진 지점)에 붙는다.

## 구조
위앞엉덩뼈능선은 골반에서 엉덩뼈능선의 앞쪽 끝을 일컫는다. 표면해부학에서 핵심적인 랜드마크 역할을 하며 촉진하기도 쉽다. 마른 사람의 표면에서는 육안으로도 확인할 수 있지만, 살찐 사람에서는 비교적 어렵다. 이때 앉은 자세에서는 위앞엉덩뼈가시에 붙은 근육이 이완되며 촉진이 쉬워진다. 고샅인대와 넙다리빗근, 넙다리근막긴장근이 위앞엉덩뼈가시에 붙는다.
갈비밑신경, 넙다리동맥 (위앞엉덩뼈가시와 두덩뼈결합 사이를 지나감), 엉덩아랫배신경  등 여러 구조물이 위앞엉덩뼈가시 근처에 위치한다.

## 임상적 중요성
위앞엉덩뼈가시는 맥버니점, 넬라톤선, 실제 다리 길이 등의 다른 임상적 랜드마크를 확인하기 위한 단서가 된다. 탈장의 치료와 같은 다양한 수술적 접근 시에도 중요한 표면의 랜드마크가 된다. 엉덩아랫배신경 손상으로 인해 나타나는 증상의 중증도에 따라 신경의 손상 부위가 위앞엉덩뼈가시보다 위쪽인지 아래쪽인지를 알아낼 수도 있다.
위앞엉덩뼈가시 근처의 엉덩뼈능선에서 뼈를 얻어 몸의 다른 부위에 이식할 수 있다. 갈비밑신경은 위앞엉덩뼈가시에 가까이 위치하므로 이식 시 손상될 위험이 있다.
엉덩정강띠 증후군이 있을 때, 엉덩정강띠가 위앞엉덩뼈가시 위쪽으로 지나가는 지점에서 자극될 수 있다.

## 추가 이미지

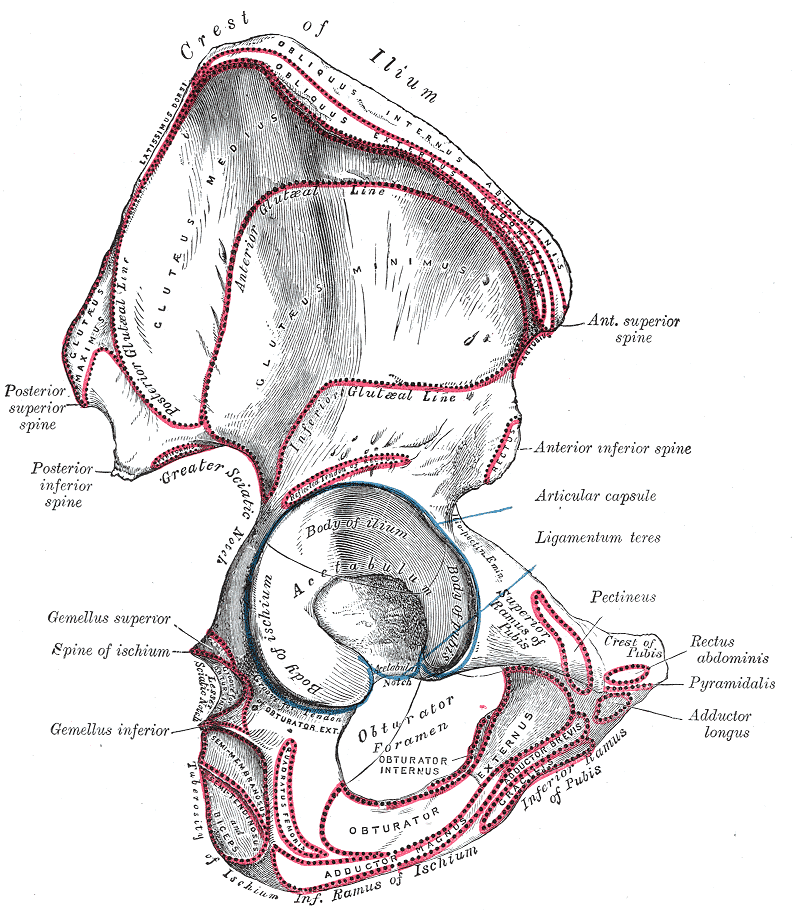
오른쪽 골반뼈 바깥면
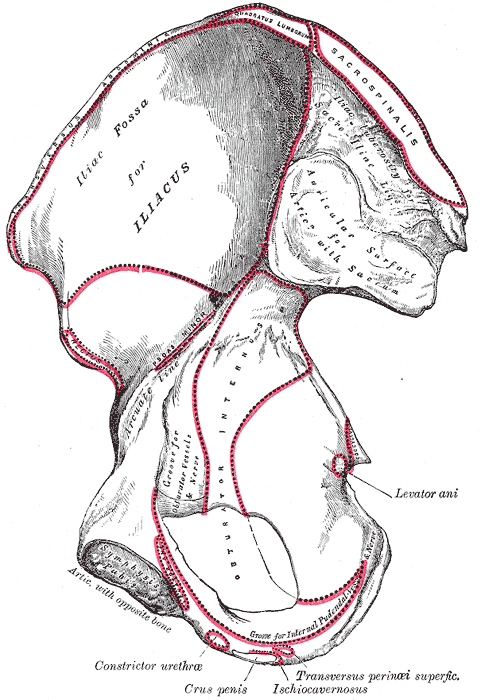
오른쪽 골반뼈 속면
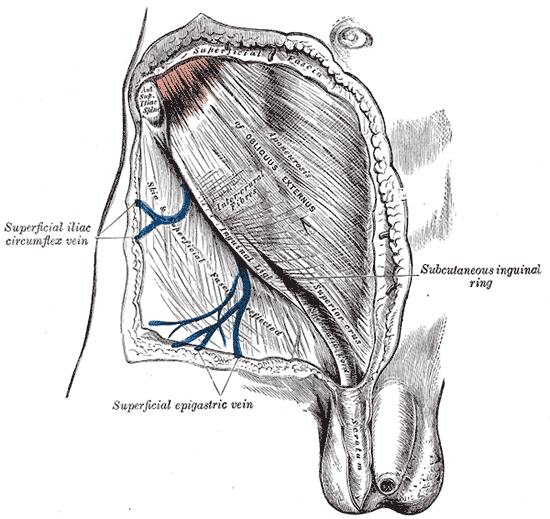
피부 아래쪽의 샅굴구멍
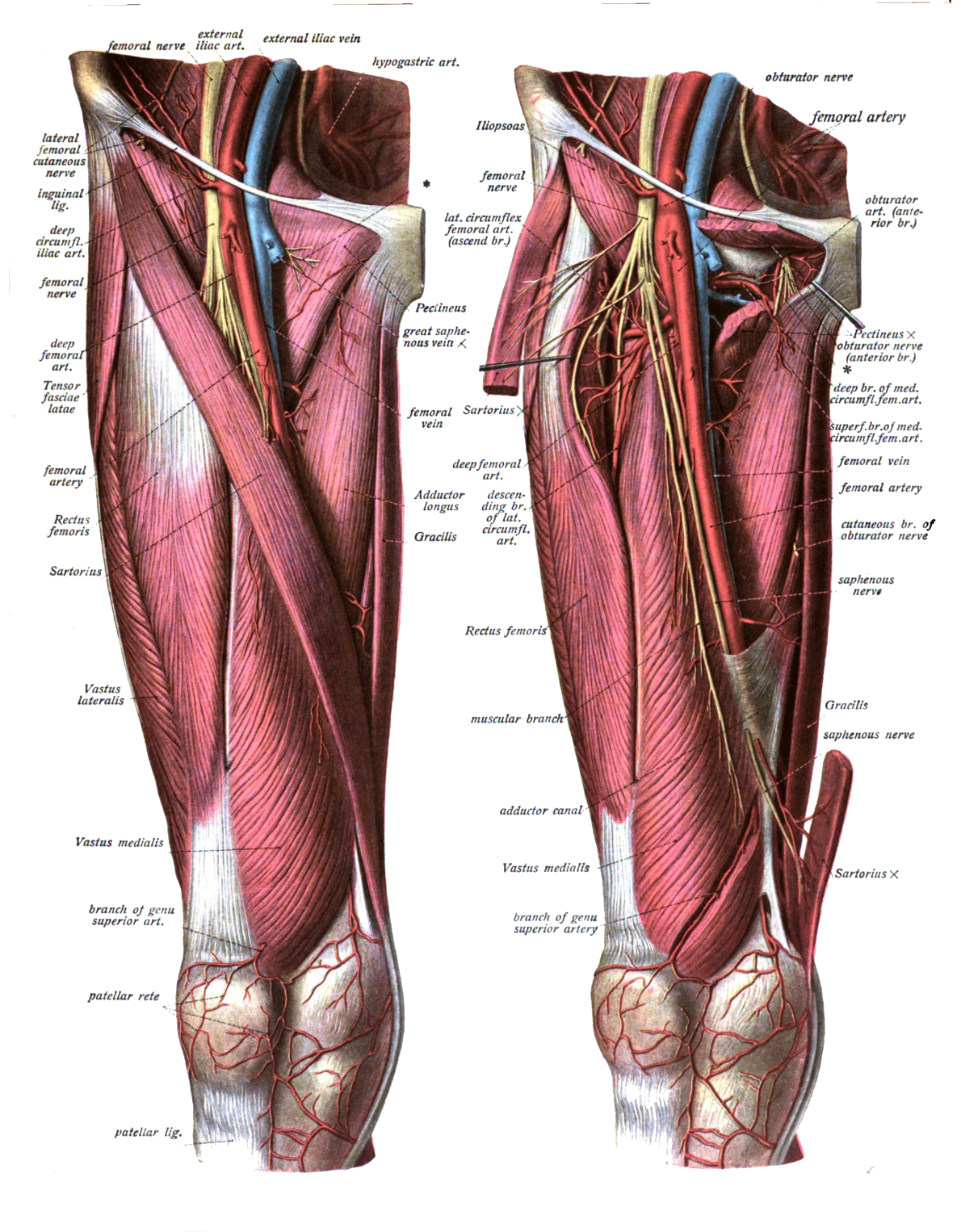
위앞엉덩뼈가시는 그림의 왼쪽 상단에 있으며, 다양한 근육이 위앞엉덩뼈가시에서 시작된다.
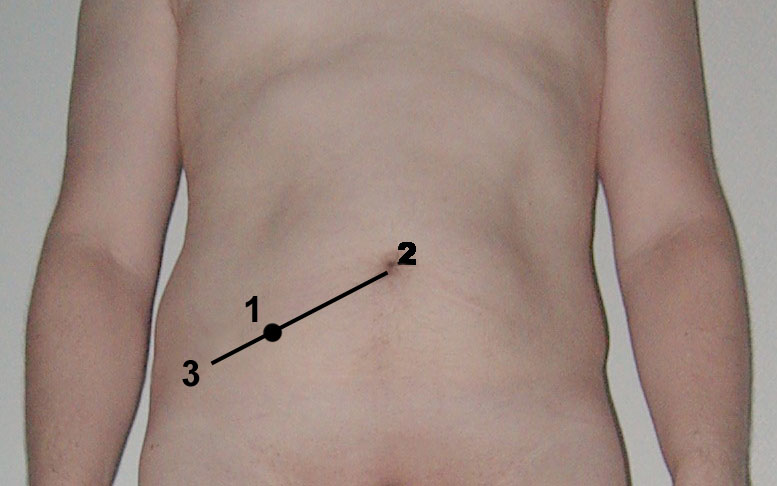
맥버니점의 위치(1). 맥버니점은 배꼽(2)과 위앞엉덩뼈가시(3)를 2:1로 나누는 지점이다.

## 같이 보기
- 뼈
- 위치에 대한 해부학 용어
- 엉덩뼈